# Глосарій шахових термінів
Ця стаття містить перелік загальновживаних шахових термінів та їхнє роз'яснення.

## А
- Абсолютний таск — рекордний ідейний задум в шаховій композиції, який вже перевершити неможливо, хіба що повторити. Це може бути пов'язано з особливостями й комплектом шахових фігур, розмірами і формою дошки[джерело?].
- Автомат — загальна назва пристроїв, у яких грає схований від глядачів шахіст. Вперше шаховий автомат було створено у 1769 році у Відні В. Кемпеленом.
- Алгебраїчна нотація — різновид способу запису шахової партії. Відповідно до правил алгебраїчної нотації клітини шахівниці позначаються двома координатами — латинською літерою від «a» до «h» та цифрою від 1 до 8.
- Англійський початок — належить до закритих дебютів. Починається ходом 1. с2—с4. Був введений у практику англійським шахістом Г. Стаунтоном. Один з найуживаніших дебютів у сучасній практиці.
- Атака пішакової меншості — типовий стратегічний прийом, що має на меті викликати послаблення пішакової структури суперника. На практиці цей прийом найчастіше використовується у багатьох варіантах ферзевого гамбіту.
- Атака слабкого пункту — ведеться у розташуванні фігур суперника з метою захоплення послабленої клітини, знищення слабких пішаків або відволікання сил суперника на їх захист.

## Б
|   | a | b | c | d | e | f | g | h |   |
| 8 | a8 чорна тура · e8 чорна тура · a7 чорний пішак · b7 чорний король · g7 чорний пішак · h7 чорний пішак · b6 чорний пішак · d5 чорний пішак · e5 біла тура · f5 чорний пішак · d4 білий пішак · f4 білий пішак · g3 білий пішак · h2 білий пішак · e1 біла тура · g1 білий король | a8 чорна тура · e8 чорна тура · a7 чорний пішак · b7 чорний король · g7 чорний пішак · h7 чорний пішак · b6 чорний пішак · d5 чорний пішак · e5 біла тура · f5 чорний пішак · d4 білий пішак · f4 білий пішак · g3 білий пішак · h2 білий пішак · e1 біла тура · g1 білий король | a8 чорна тура · e8 чорна тура · a7 чорний пішак · b7 чорний король · g7 чорний пішак · h7 чорний пішак · b6 чорний пішак · d5 чорний пішак · e5 біла тура · f5 чорний пішак · d4 білий пішак · f4 білий пішак · g3 білий пішак · h2 білий пішак · e1 біла тура · g1 білий король | a8 чорна тура · e8 чорна тура · a7 чорний пішак · b7 чорний король · g7 чорний пішак · h7 чорний пішак · b6 чорний пішак · d5 чорний пішак · e5 біла тура · f5 чорний пішак · d4 білий пішак · f4 білий пішак · g3 білий пішак · h2 білий пішак · e1 біла тура · g1 білий король | a8 чорна тура · e8 чорна тура · a7 чорний пішак · b7 чорний король · g7 чорний пішак · h7 чорний пішак · b6 чорний пішак · d5 чорний пішак · e5 біла тура · f5 чорний пішак · d4 білий пішак · f4 білий пішак · g3 білий пішак · h2 білий пішак · e1 біла тура · g1 білий король | a8 чорна тура · e8 чорна тура · a7 чорний пішак · b7 чорний король · g7 чорний пішак · h7 чорний пішак · b6 чорний пішак · d5 чорний пішак · e5 біла тура · f5 чорний пішак · d4 білий пішак · f4 білий пішак · g3 білий пішак · h2 білий пішак · e1 біла тура · g1 білий король | a8 чорна тура · e8 чорна тура · a7 чорний пішак · b7 чорний король · g7 чорний пішак · h7 чорний пішак · b6 чорний пішак · d5 чорний пішак · e5 біла тура · f5 чорний пішак · d4 білий пішак · f4 білий пішак · g3 білий пішак · h2 білий пішак · e1 біла тура · g1 білий король | a8 чорна тура · e8 чорна тура · a7 чорний пішак · b7 чорний король · g7 чорний пішак · h7 чорний пішак · b6 чорний пішак · d5 чорний пішак · e5 біла тура · f5 чорний пішак · d4 білий пішак · f4 білий пішак · g3 білий пішак · h2 білий пішак · e1 біла тура · g1 білий король | 8 |
| 7 | a8 чорна тура · e8 чорна тура · a7 чорний пішак · b7 чорний король · g7 чорний пішак · h7 чорний пішак · b6 чорний пішак · d5 чорний пішак · e5 біла тура · f5 чорний пішак · d4 білий пішак · f4 білий пішак · g3 білий пішак · h2 білий пішак · e1 біла тура · g1 білий король | a8 чорна тура · e8 чорна тура · a7 чорний пішак · b7 чорний король · g7 чорний пішак · h7 чорний пішак · b6 чорний пішак · d5 чорний пішак · e5 біла тура · f5 чорний пішак · d4 білий пішак · f4 білий пішак · g3 білий пішак · h2 білий пішак · e1 біла тура · g1 білий король | a8 чорна тура · e8 чорна тура · a7 чорний пішак · b7 чорний король · g7 чорний пішак · h7 чорний пішак · b6 чорний пішак · d5 чорний пішак · e5 біла тура · f5 чорний пішак · d4 білий пішак · f4 білий пішак · g3 білий пішак · h2 білий пішак · e1 біла тура · g1 білий король | a8 чорна тура · e8 чорна тура · a7 чорний пішак · b7 чорний король · g7 чорний пішак · h7 чорний пішак · b6 чорний пішак · d5 чорний пішак · e5 біла тура · f5 чорний пішак · d4 білий пішак · f4 білий пішак · g3 білий пішак · h2 білий пішак · e1 біла тура · g1 білий король | a8 чорна тура · e8 чорна тура · a7 чорний пішак · b7 чорний король · g7 чорний пішак · h7 чорний пішак · b6 чорний пішак · d5 чорний пішак · e5 біла тура · f5 чорний пішак · d4 білий пішак · f4 білий пішак · g3 білий пішак · h2 білий пішак · e1 біла тура · g1 білий король | a8 чорна тура · e8 чорна тура · a7 чорний пішак · b7 чорний король · g7 чорний пішак · h7 чорний пішак · b6 чорний пішак · d5 чорний пішак · e5 біла тура · f5 чорний пішак · d4 білий пішак · f4 білий пішак · g3 білий пішак · h2 білий пішак · e1 біла тура · g1 білий король | a8 чорна тура · e8 чорна тура · a7 чорний пішак · b7 чорний король · g7 чорний пішак · h7 чорний пішак · b6 чорний пішак · d5 чорний пішак · e5 біла тура · f5 чорний пішак · d4 білий пішак · f4 білий пішак · g3 білий пішак · h2 білий пішак · e1 біла тура · g1 білий король | a8 чорна тура · e8 чорна тура · a7 чорний пішак · b7 чорний король · g7 чорний пішак · h7 чорний пішак · b6 чорний пішак · d5 чорний пішак · e5 біла тура · f5 чорний пішак · d4 білий пішак · f4 білий пішак · g3 білий пішак · h2 білий пішак · e1 біла тура · g1 білий король | 7 |
| 6 | a8 чорна тура · e8 чорна тура · a7 чорний пішак · b7 чорний король · g7 чорний пішак · h7 чорний пішак · b6 чорний пішак · d5 чорний пішак · e5 біла тура · f5 чорний пішак · d4 білий пішак · f4 білий пішак · g3 білий пішак · h2 білий пішак · e1 біла тура · g1 білий король | a8 чорна тура · e8 чорна тура · a7 чорний пішак · b7 чорний король · g7 чорний пішак · h7 чорний пішак · b6 чорний пішак · d5 чорний пішак · e5 біла тура · f5 чорний пішак · d4 білий пішак · f4 білий пішак · g3 білий пішак · h2 білий пішак · e1 біла тура · g1 білий король | a8 чорна тура · e8 чорна тура · a7 чорний пішак · b7 чорний король · g7 чорний пішак · h7 чорний пішак · b6 чорний пішак · d5 чорний пішак · e5 біла тура · f5 чорний пішак · d4 білий пішак · f4 білий пішак · g3 білий пішак · h2 білий пішак · e1 біла тура · g1 білий король | a8 чорна тура · e8 чорна тура · a7 чорний пішак · b7 чорний король · g7 чорний пішак · h7 чорний пішак · b6 чорний пішак · d5 чорний пішак · e5 біла тура · f5 чорний пішак · d4 білий пішак · f4 білий пішак · g3 білий пішак · h2 білий пішак · e1 біла тура · g1 білий король | a8 чорна тура · e8 чорна тура · a7 чорний пішак · b7 чорний король · g7 чорний пішак · h7 чорний пішак · b6 чорний пішак · d5 чорний пішак · e5 біла тура · f5 чорний пішак · d4 білий пішак · f4 білий пішак · g3 білий пішак · h2 білий пішак · e1 біла тура · g1 білий король | a8 чорна тура · e8 чорна тура · a7 чорний пішак · b7 чорний король · g7 чорний пішак · h7 чорний пішак · b6 чорний пішак · d5 чорний пішак · e5 біла тура · f5 чорний пішак · d4 білий пішак · f4 білий пішак · g3 білий пішак · h2 білий пішак · e1 біла тура · g1 білий король | a8 чорна тура · e8 чорна тура · a7 чорний пішак · b7 чорний король · g7 чорний пішак · h7 чорний пішак · b6 чорний пішак · d5 чорний пішак · e5 біла тура · f5 чорний пішак · d4 білий пішак · f4 білий пішак · g3 білий пішак · h2 білий пішак · e1 біла тура · g1 білий король | a8 чорна тура · e8 чорна тура · a7 чорний пішак · b7 чорний король · g7 чорний пішак · h7 чорний пішак · b6 чорний пішак · d5 чорний пішак · e5 біла тура · f5 чорний пішак · d4 білий пішак · f4 білий пішак · g3 білий пішак · h2 білий пішак · e1 біла тура · g1 білий король | 6 |
| 5 | a8 чорна тура · e8 чорна тура · a7 чорний пішак · b7 чорний король · g7 чорний пішак · h7 чорний пішак · b6 чорний пішак · d5 чорний пішак · e5 біла тура · f5 чорний пішак · d4 білий пішак · f4 білий пішак · g3 білий пішак · h2 білий пішак · e1 біла тура · g1 білий король | a8 чорна тура · e8 чорна тура · a7 чорний пішак · b7 чорний король · g7 чорний пішак · h7 чорний пішак · b6 чорний пішак · d5 чорний пішак · e5 біла тура · f5 чорний пішак · d4 білий пішак · f4 білий пішак · g3 білий пішак · h2 білий пішак · e1 біла тура · g1 білий король | a8 чорна тура · e8 чорна тура · a7 чорний пішак · b7 чорний король · g7 чорний пішак · h7 чорний пішак · b6 чорний пішак · d5 чорний пішак · e5 біла тура · f5 чорний пішак · d4 білий пішак · f4 білий пішак · g3 білий пішак · h2 білий пішак · e1 біла тура · g1 білий король | a8 чорна тура · e8 чорна тура · a7 чорний пішак · b7 чорний король · g7 чорний пішак · h7 чорний пішак · b6 чорний пішак · d5 чорний пішак · e5 біла тура · f5 чорний пішак · d4 білий пішак · f4 білий пішак · g3 білий пішак · h2 білий пішак · e1 біла тура · g1 білий король | a8 чорна тура · e8 чорна тура · a7 чорний пішак · b7 чорний король · g7 чорний пішак · h7 чорний пішак · b6 чорний пішак · d5 чорний пішак · e5 біла тура · f5 чорний пішак · d4 білий пішак · f4 білий пішак · g3 білий пішак · h2 білий пішак · e1 біла тура · g1 білий король | a8 чорна тура · e8 чорна тура · a7 чорний пішак · b7 чорний король · g7 чорний пішак · h7 чорний пішак · b6 чорний пішак · d5 чорний пішак · e5 біла тура · f5 чорний пішак · d4 білий пішак · f4 білий пішак · g3 білий пішак · h2 білий пішак · e1 біла тура · g1 білий король | a8 чорна тура · e8 чорна тура · a7 чорний пішак · b7 чорний король · g7 чорний пішак · h7 чорний пішак · b6 чорний пішак · d5 чорний пішак · e5 біла тура · f5 чорний пішак · d4 білий пішак · f4 білий пішак · g3 білий пішак · h2 білий пішак · e1 біла тура · g1 білий король | a8 чорна тура · e8 чорна тура · a7 чорний пішак · b7 чорний король · g7 чорний пішак · h7 чорний пішак · b6 чорний пішак · d5 чорний пішак · e5 біла тура · f5 чорний пішак · d4 білий пішак · f4 білий пішак · g3 білий пішак · h2 білий пішак · e1 біла тура · g1 білий король | 5 |
| 4 | a8 чорна тура · e8 чорна тура · a7 чорний пішак · b7 чорний король · g7 чорний пішак · h7 чорний пішак · b6 чорний пішак · d5 чорний пішак · e5 біла тура · f5 чорний пішак · d4 білий пішак · f4 білий пішак · g3 білий пішак · h2 білий пішак · e1 біла тура · g1 білий король | a8 чорна тура · e8 чорна тура · a7 чорний пішак · b7 чорний король · g7 чорний пішак · h7 чорний пішак · b6 чорний пішак · d5 чорний пішак · e5 біла тура · f5 чорний пішак · d4 білий пішак · f4 білий пішак · g3 білий пішак · h2 білий пішак · e1 біла тура · g1 білий король | a8 чорна тура · e8 чорна тура · a7 чорний пішак · b7 чорний король · g7 чорний пішак · h7 чорний пішак · b6 чорний пішак · d5 чорний пішак · e5 біла тура · f5 чорний пішак · d4 білий пішак · f4 білий пішак · g3 білий пішак · h2 білий пішак · e1 біла тура · g1 білий король | a8 чорна тура · e8 чорна тура · a7 чорний пішак · b7 чорний король · g7 чорний пішак · h7 чорний пішак · b6 чорний пішак · d5 чорний пішак · e5 біла тура · f5 чорний пішак · d4 білий пішак · f4 білий пішак · g3 білий пішак · h2 білий пішак · e1 біла тура · g1 білий король | a8 чорна тура · e8 чорна тура · a7 чорний пішак · b7 чорний король · g7 чорний пішак · h7 чорний пішак · b6 чорний пішак · d5 чорний пішак · e5 біла тура · f5 чорний пішак · d4 білий пішак · f4 білий пішак · g3 білий пішак · h2 білий пішак · e1 біла тура · g1 білий король | a8 чорна тура · e8 чорна тура · a7 чорний пішак · b7 чорний король · g7 чорний пішак · h7 чорний пішак · b6 чорний пішак · d5 чорний пішак · e5 біла тура · f5 чорний пішак · d4 білий пішак · f4 білий пішак · g3 білий пішак · h2 білий пішак · e1 біла тура · g1 білий король | a8 чорна тура · e8 чорна тура · a7 чорний пішак · b7 чорний король · g7 чорний пішак · h7 чорний пішак · b6 чорний пішак · d5 чорний пішак · e5 біла тура · f5 чорний пішак · d4 білий пішак · f4 білий пішак · g3 білий пішак · h2 білий пішак · e1 біла тура · g1 білий король | a8 чорна тура · e8 чорна тура · a7 чорний пішак · b7 чорний король · g7 чорний пішак · h7 чорний пішак · b6 чорний пішак · d5 чорний пішак · e5 біла тура · f5 чорний пішак · d4 білий пішак · f4 білий пішак · g3 білий пішак · h2 білий пішак · e1 біла тура · g1 білий король | 4 |
| 3 | a8 чорна тура · e8 чорна тура · a7 чорний пішак · b7 чорний король · g7 чорний пішак · h7 чорний пішак · b6 чорний пішак · d5 чорний пішак · e5 біла тура · f5 чорний пішак · d4 білий пішак · f4 білий пішак · g3 білий пішак · h2 білий пішак · e1 біла тура · g1 білий король | a8 чорна тура · e8 чорна тура · a7 чорний пішак · b7 чорний король · g7 чорний пішак · h7 чорний пішак · b6 чорний пішак · d5 чорний пішак · e5 біла тура · f5 чорний пішак · d4 білий пішак · f4 білий пішак · g3 білий пішак · h2 білий пішак · e1 біла тура · g1 білий король | a8 чорна тура · e8 чорна тура · a7 чорний пішак · b7 чорний король · g7 чорний пішак · h7 чорний пішак · b6 чорний пішак · d5 чорний пішак · e5 біла тура · f5 чорний пішак · d4 білий пішак · f4 білий пішак · g3 білий пішак · h2 білий пішак · e1 біла тура · g1 білий король | a8 чорна тура · e8 чорна тура · a7 чорний пішак · b7 чорний король · g7 чорний пішак · h7 чорний пішак · b6 чорний пішак · d5 чорний пішак · e5 біла тура · f5 чорний пішак · d4 білий пішак · f4 білий пішак · g3 білий пішак · h2 білий пішак · e1 біла тура · g1 білий король | a8 чорна тура · e8 чорна тура · a7 чорний пішак · b7 чорний король · g7 чорний пішак · h7 чорний пішак · b6 чорний пішак · d5 чорний пішак · e5 біла тура · f5 чорний пішак · d4 білий пішак · f4 білий пішак · g3 білий пішак · h2 білий пішак · e1 біла тура · g1 білий король | a8 чорна тура · e8 чорна тура · a7 чорний пішак · b7 чорний король · g7 чорний пішак · h7 чорний пішак · b6 чорний пішак · d5 чорний пішак · e5 біла тура · f5 чорний пішак · d4 білий пішак · f4 білий пішак · g3 білий пішак · h2 білий пішак · e1 біла тура · g1 білий король | a8 чорна тура · e8 чорна тура · a7 чорний пішак · b7 чорний король · g7 чорний пішак · h7 чорний пішак · b6 чорний пішак · d5 чорний пішак · e5 біла тура · f5 чорний пішак · d4 білий пішак · f4 білий пішак · g3 білий пішак · h2 білий пішак · e1 біла тура · g1 білий король | a8 чорна тура · e8 чорна тура · a7 чорний пішак · b7 чорний король · g7 чорний пішак · h7 чорний пішак · b6 чорний пішак · d5 чорний пішак · e5 біла тура · f5 чорний пішак · d4 білий пішак · f4 білий пішак · g3 білий пішак · h2 білий пішак · e1 біла тура · g1 білий король | 3 |
| 2 | a8 чорна тура · e8 чорна тура · a7 чорний пішак · b7 чорний король · g7 чорний пішак · h7 чорний пішак · b6 чорний пішак · d5 чорний пішак · e5 біла тура · f5 чорний пішак · d4 білий пішак · f4 білий пішак · g3 білий пішак · h2 білий пішак · e1 біла тура · g1 білий король | a8 чорна тура · e8 чорна тура · a7 чорний пішак · b7 чорний король · g7 чорний пішак · h7 чорний пішак · b6 чорний пішак · d5 чорний пішак · e5 біла тура · f5 чорний пішак · d4 білий пішак · f4 білий пішак · g3 білий пішак · h2 білий пішак · e1 біла тура · g1 білий король | a8 чорна тура · e8 чорна тура · a7 чорний пішак · b7 чорний король · g7 чорний пішак · h7 чорний пішак · b6 чорний пішак · d5 чорний пішак · e5 біла тура · f5 чорний пішак · d4 білий пішак · f4 білий пішак · g3 білий пішак · h2 білий пішак · e1 біла тура · g1 білий король | a8 чорна тура · e8 чорна тура · a7 чорний пішак · b7 чорний король · g7 чорний пішак · h7 чорний пішак · b6 чорний пішак · d5 чорний пішак · e5 біла тура · f5 чорний пішак · d4 білий пішак · f4 білий пішак · g3 білий пішак · h2 білий пішак · e1 біла тура · g1 білий король | a8 чорна тура · e8 чорна тура · a7 чорний пішак · b7 чорний король · g7 чорний пішак · h7 чорний пішак · b6 чорний пішак · d5 чорний пішак · e5 біла тура · f5 чорний пішак · d4 білий пішак · f4 білий пішак · g3 білий пішак · h2 білий пішак · e1 біла тура · g1 білий король | a8 чорна тура · e8 чорна тура · a7 чорний пішак · b7 чорний король · g7 чорний пішак · h7 чорний пішак · b6 чорний пішак · d5 чорний пішак · e5 біла тура · f5 чорний пішак · d4 білий пішак · f4 білий пішак · g3 білий пішак · h2 білий пішак · e1 біла тура · g1 білий король | a8 чорна тура · e8 чорна тура · a7 чорний пішак · b7 чорний король · g7 чорний пішак · h7 чорний пішак · b6 чорний пішак · d5 чорний пішак · e5 біла тура · f5 чорний пішак · d4 білий пішак · f4 білий пішак · g3 білий пішак · h2 білий пішак · e1 біла тура · g1 білий король | a8 чорна тура · e8 чорна тура · a7 чорний пішак · b7 чорний король · g7 чорний пішак · h7 чорний пішак · b6 чорний пішак · d5 чорний пішак · e5 біла тура · f5 чорний пішак · d4 білий пішак · f4 білий пішак · g3 білий пішак · h2 білий пішак · e1 біла тура · g1 білий король | 2 |
| 1 | a8 чорна тура · e8 чорна тура · a7 чорний пішак · b7 чорний король · g7 чорний пішак · h7 чорний пішак · b6 чорний пішак · d5 чорний пішак · e5 біла тура · f5 чорний пішак · d4 білий пішак · f4 білий пішак · g3 білий пішак · h2 білий пішак · e1 біла тура · g1 білий король | a8 чорна тура · e8 чорна тура · a7 чорний пішак · b7 чорний король · g7 чорний пішак · h7 чорний пішак · b6 чорний пішак · d5 чорний пішак · e5 біла тура · f5 чорний пішак · d4 білий пішак · f4 білий пішак · g3 білий пішак · h2 білий пішак · e1 біла тура · g1 білий король | a8 чорна тура · e8 чорна тура · a7 чорний пішак · b7 чорний король · g7 чорний пішак · h7 чорний пішак · b6 чорний пішак · d5 чорний пішак · e5 біла тура · f5 чорний пішак · d4 білий пішак · f4 білий пішак · g3 білий пішак · h2 білий пішак · e1 біла тура · g1 білий король | a8 чорна тура · e8 чорна тура · a7 чорний пішак · b7 чорний король · g7 чорний пішак · h7 чорний пішак · b6 чорний пішак · d5 чорний пішак · e5 біла тура · f5 чорний пішак · d4 білий пішак · f4 білий пішак · g3 білий пішак · h2 білий пішак · e1 біла тура · g1 білий король | a8 чорна тура · e8 чорна тура · a7 чорний пішак · b7 чорний король · g7 чорний пішак · h7 чорний пішак · b6 чорний пішак · d5 чорний пішак · e5 біла тура · f5 чорний пішак · d4 білий пішак · f4 білий пішак · g3 білий пішак · h2 білий пішак · e1 біла тура · g1 білий король | a8 чорна тура · e8 чорна тура · a7 чорний пішак · b7 чорний король · g7 чорний пішак · h7 чорний пішак · b6 чорний пішак · d5 чорний пішак · e5 біла тура · f5 чорний пішак · d4 білий пішак · f4 білий пішак · g3 білий пішак · h2 білий пішак · e1 біла тура · g1 білий король | a8 чорна тура · e8 чорна тура · a7 чорний пішак · b7 чорний король · g7 чорний пішак · h7 чорний пішак · b6 чорний пішак · d5 чорний пішак · e5 біла тура · f5 чорний пішак · d4 білий пішак · f4 білий пішак · g3 білий пішак · h2 білий пішак · e1 біла тура · g1 білий король | a8 чорна тура · e8 чорна тура · a7 чорний пішак · b7 чорний король · g7 чорний пішак · h7 чорний пішак · b6 чорний пішак · d5 чорний пішак · e5 біла тура · f5 чорний пішак · d4 білий пішак · f4 білий пішак · g3 білий пішак · h2 білий пішак · e1 біла тура · g1 білий король | 1 |
|   | a | b | c | d | e | f | g | h |   |

- Баскська система —  шахове змагання, в якому гравці одночасно грають один з одним дві гри на двох дошках; кожен з них грає білими фігурами на одній дошці і чорними на іншій. Біля кожної дошки є свій годинник. Перша гра за баскською системою відбулася у 2011 році в Іспанії.

- Батарея — наявність двох різних далекобійних фігур на одній лінії; відведення фігури, що стоїть попереду дозволяє увійти у дію іншій фігурі, що стоїть на тій самій лінії.[1]

- Бліц (або блискавична гра) — гра, за якої кожному гравцеві відводиться дуже обмежений час (зазвичай 5 хвилин).

- Блокада — ефективний засіб для обмеження рухливості фігур та пішаків суперника, за якого одна з власних фігур розміщується на клітині попереду пішака суперника. Термін було введено А. Німцовічем

- Будапештський гамбіт — належить до закритих дебютів. Починається ходами 1. d2—d4 Ng8—f6 2. c2—c4 e7—e5. У сучасній практиці зустрічається достатньо рідко. Білі часто грають на 2 ході Ng1-f3 щоб не допустити цей гамбіт.

- Бухгольц — система розрахунку особистих коефіцієнтів учасників шахового турніру. Використовується для розподілу місць за рівності очок. Розрізняють Бухгольц та прогресивний Бухгольц. Коефіцієнт Бухгольца дорівнює сумі очок суперників, з якими грав учасник для якого розраховується Бухгольц.

## В
- Важкі фігури — у шаховій термінології тура та ферзь.

- Варіант — серія ходів, що логічно пов'язані один з одним.

- Взяття — хід що прибирає з дошки фігуру суперника. Фігура якою роблять взяття займає місце фігури яку взяли, за виключенням випадку взяття на проході.

- Взяття на проході (або бита клітина, або en passant) — взяття пішака, що просунувся з початкового положення на дві клітини вперед та став на сусідню клітинку з пішаком суперника. Взяття на проході можливе лише наступним ходом.

- Відволікання — тактичний прийом при якому фігура, що змушена перейти на іншу клітину більше не виконує якісь важливі функції. Часто відволікання досягається за допомогою жертви.

- Віддалений прохідний пішак — термін з теорії ендшпілю. Прохідний пішак віддалений від позиції короля суперника. Зазвичай віддаленим називають такого прохідного пішака, що знаходиться на протилежній від позиції короля суперника крайній лінії.

- Відкрита лінія — вертикаль шахівниці, що звільнена від пішаків.

- Відкриті дебюти — загальна назва дебютів, що починається ходами 1. e2—e4 e7—e5.

- Віденська партія — належить до відкритих дебютів. Починається ходами 1. e2—e4 e7—e5 2. Nb1—c3. Розроблена віденським шахістом К. Гампе. У сучасній практиці зустрічається не часто.

- Відсталий пішак — пішак, що опинився позаду пішаків, що знаходяться на суміжних вертикалях. Зазвичай такий пішак є слабким, адже він деякий час не може бути захищений іншими пішаками.

- Відштовхування плечем — умовна назва прийому, що застосовується у ендшпілі, коли король не пускає короля суперника, на якусь важливу клітину.

- Висячі пішаки — два пов'язаних пішаки (зазвичай центральний та слоновий), на одній горизонталі, що не можуть бути захищені іншими пішаками. Термін було введено А. Німцовічем.

- Висяча фігура — незахищена фігура, яка може опинитися під нападами фігур або пішаків суперника.

- Волзький гамбіт — також зустрічається назва гамбіт Бенко, належить до закритих дебютів. Починається ходами 1. d2—d4 Ng8—f6 2. c2—c4 c7—c5 3. d4—d5 b7—b5. Назву було запропоновано П. Романовським після опублікування статті кандидата у майстри з Куйбишева Бориса Аргунова у 1946 році. Доволі часто зустрічається в сучасній практиці.

## Г
- Гамбіт — загальна назва дебютів, у яких одна з сторін пропонує жертву матеріалу з метою найшвидшого розвитку, отримання позиційних переваг, створення атаки на короля суперника. У разі прийняття жертви виникає прийнятий гамбіт (у назві дебюту слово «прийнятий» зазвичай не використовується), при її відхиленні — відмовлений.
- Гамбіт Блекмара-Дімера — належить до закритих дебютів. Починається ходами 1. d2—d4 d7—d5 2. e2—e4. Було розроблено та введено у практику американським шахістом А. Блекмаром та німецьким шахістом Е. Дімером. У сучасній практиці майже не зустрічається.
- Гамбіт Блюменфельда — належить до закритих дебютів. Починається ходами 1. d2—d4 Ng8—f6 2. c2—c4 e7—e6 3. Ng1—f3 c7—c5 4. d4—d5 b7—b5. Запропонований Б. Блюменфельдом. У сучасній практиці зустрічається не часто.
- Гамбіт Вагнера — належить до відкритих дебютів. Починається ходами 1. f2—f4 f7—f5 2. e2—e4. Цей гамбіт було запропоновано німецьким шахістом Г. Вагнером. У сучасній практиці майже не зустрічається.
- Гарде — оголошення супернику, що його ферзь внаслідок чергового ходу опинився під ударом фігур або пішаків, за старовіцькими правилами обов'язкове попередження (від фр. gardez «пильнуй [ферзя»).
- Гіпермодернізм — напрямок у розвитку шахів у 1910 — 1920 роках.
- Голландський захист — належить до закритих дебютів. Починається ходами 1. d2—d4 f7—f5. Застосовується у сучасній практиці.
- Гра на фланзі — стратегічний шаховий прийом. Має різні форми такі як: атака короля, атака пішакової меншості, відволікання сил суперника від центру тощо.
- Гра за листуванням — різновид заочних шахів. Гра здійснюється за допомогою засобів поштового зв'язку. Після широкого розповсюдження інтернету майже не використовується.
- Гросмейстер — найвище шахове звання. Надається довічно ФІДЕ за успішні виступи у міжнародних змаганнях.

## Д
- Далекобійна фігура — умовна назва фігур, що мають широкий діапазон дії. До далекобійних фігур відносяться ферзь, слон та тура.

- Двоє коней проти пішака — різновид шахового ендшпілю. Зазвичай досягається перемога сильнішої сторони, але виграш дуже складний. Мат двома конями можливий завдяки наявності у суперника пішака, що пересуваючись запобігає пату та дає можливість поставити мат королю.

- Дебют — початкова стадія шахової партії (умовно 10 — 15 ходів), що характеризується мобілізацією сил сторін. Пов'язаний з визначеним планом гри у мітельшпілі. Зазвичай у назві дебюту присутнє одне з слів: «дебют», «початок», «захист», «гамбіт».

- Дебют Алапіна  — належить до відкритих дебютів. Починається ходами 1. e2—e4 e7—e5 2. Ng1—e2. Був введений у практику С. Алапіним. У сучасній практиці на найвищому рівні майже не зустрічається.

- Дебют Андерсена — належить до закритих дебютів. Починається ходом 1. a2—a3. Був названий на честь німецького шахіста А. Андерсена, який застосував його у матчі проти П. Морфі (Париж, 1858). У сучасній практиці не зустрічається.

- Дебют Берда — виникає після ходу 1.f2—f4. Належить до закритих дебютів. Названий на честь Г. Берда. У сучасній практиці зустрічається не часто.

- Дебют Ларсена — належить до закритих дебютів. Названий на честь Б. Ларсена. Починається ходом 1. b2—b3. Зустрічається у сучасній практиці.

- Дебют Німцовича — належить до напіввідкритих дебютів. Починається ходами 1. e2—e4 Nb8—c6. Був введений у практику А. Німцовічем. У сучасній практиці майже не зустрічається.

- Дебют Понціані — належить до відкритих дебютів. Починаєеться ходами 1. e2—e4 e7—e5 2. c2—c3. Майже не використовується у сучасній практиці.

- Дебют Реті — належить до закритих дебютів. Починається ходами 1. Ng1—f3 d7—d5 2. c2—c4. Названий на честь Р. Реті. Дуже часто застосовується у сучасній практиці.

- Дебют слона — належить до відкритих дебютів. Починається ходами 1. e2—e4 e7—e5 2. Bf1—c4. У сучасній шаховій практиці зустрічається рідко.

- Дебют Сокольського — належить до закритих дебютів. Починається ходом 1. b2—b4. Жартома називається ще «Дебют орангутанга». Зустрічається у сучасній практиці.

- Дебют ферзевих пішаків — належить до закритих дебютів. Поєднує ряд систем розвитку що починаються першим ходом 1. d2—d4, але не пов'язаних з наступним ходом 2. c2—c4. Зустрічається у сучасній практиці.

- Дерево розрахунку — сукупність варіантів, що необхідно розглянути при аналізі позиції.

- Дитячий мат — один з тривіальних матів. Виникає після ходів: 1. e2—e4 e7—e5 2, Qd1—h5 d7—d6 3. Bf1—c4 Nb8—c6?? 4. Qh5xf7#.

- Довічний шах — безперервна послідовність шахів яких неможливо уникнути. Застосовується як засіб досягнення нічиєї.

- Дракон — один з найуживаніших варіантів у сицилійському захисті.

## Е
- Еполетний мат — мат, при якому обидві тури розташовані на сусідніх по горизонталі з власним королем клітинах, та відбирають у нього клітини для відступу.

- Ендшпіль — кінцева стадія шахової партії.

- Етюд — різновид шахової композиції. Спеціально складена позиція у якій одній з сторін (зазвичай білим) потрібно виконати певне завдання (виграти або зробити нічию).

## Ж
- Жертва фігури — нееквівалентний обмін для отримання вирішальної або позиційної переваги.
- Живі шахи — різновид гри у шахи, за якого гра ведеться на шахівниці великого розміру, наприклад на міській площі. Роль шахових фігур виконують люди у костюмах.

## З
- Задача — різновид шахової композиції. Спеціально складена шахова позиція у якій треба поставити мат у визначену кількість ходів.

- Закриті дебюти — загальна назва шахових дебютів які починаються будь-яким першим ходом, окрім 1. e2—e4.

- Заманювання — тактичний прийом, що примушує за допомогою погроз, жертв та нападів фігуру суперника зайняти невигідну позицію.

- Захист Алехіна — належить до напіввідкритих дебютів. Починається ходами 1. e2—e4 Ng8—f6. У турнірну практику його ввів О. Алехін. Широко використовується у сучасній практиці.

- Захист Беноні — належить закритих дебютів. Виникає після ходів 1. d2—d4 c7—c5 або 1.d2—d4 Ng8—f6 2. c2—c4 c7—c5. Назву «Бен-Оні» (давньо єврейське — дитя(букв. син) мого смутку) було введено німецьким шахістом А. Райнганумом у його книзі «Бен-Оні, або захист проти гамбітних ходів у шахах» (1825). Використовується у сучасній практиці.

- Захист Грюнфельда — належить до закритих дебютів. Починається ходами 1. d2—d4 Ng8—f6 2. c2—c4 g7—g6 3. Nb1—c3 d7—d5. Вперше був застосований Е. Грюнфельдом. Широко використовується у сучасній практиці.

- Захист двох конів — належить до відкритих дебютів. Починається ходами 1. e2—e4 e7—e5 2. Ng1—f3 Nb8—c6 3. Bf1—c4 Ng8—f6. Зустрічається у сучасній практиці не часто.

- Захист Каро—Канн — належить до напіввідкритих дебютів. Починається ходами 1.e2—e4 c7—c6. У турнірну практику цей дебют було введено австрійським шахістом М. Канном та німецьким шахістом Г. Каро. Доволі часто зустрічається у сучасній практиці.

- Захист Німцовича — належить до закритих дебютів. Починається ходами 1. d2—d4 Ng8—f6 2. c2—c4 e7—e6 3. Nb1—c3 Bf8—b4. Введений у практику та теоретично обґрунтований А. Німцовичем. Один з найуживаніших дебютів.

- Захист Пірца-Уфімцева — належить до напіввідкритих дебютів. Починається ходами 1. e2—e4 d7—d6 2. d2—d4 Ng8—f6 3. Nb1—c3 g7—g6. Часто використовується на найвищому рівні.

- Захист Філідора — належить до відкритих дебютів. Починається ходами 1. e2—e4 e7—e5 2. Ng1—f3 d7—d6. У сучасній практиці майже не використовується.

- Зв'язування — напад далекобійною фігурою на фігуру або пішака суперника, за яким розташована інша цінніша фігура.

## І
- Ізольований пішак (або ізолятор) — пішак, що не має на сусідніх вертикалях пішаків того ж кольору. У залежності від позиції може бути як слабким, так и сильним.

- Індійський захист — належить до закритих дебютів. Починається ходами 1. d2—d4 Ng8—f6. Від індійського захисту відокремилися староіндійський захист, новоіндійський захист, волзький гамбіт, захист Беноні, захист Грюнфельда, гамбіт Блюменфельда. У чистому вигляді індійський захист зустрічається не дуже часто.

- Ініціатива — у шахах, прояв активності, головна мета якої — надати діям власних фігур атакувальний характер та примусити суперника перейти до тривалого захисту. Під розвитком ініціативи зазвичай розуміють посилення взаємодії власних фігур та дезорганізацію взаємодії фігур суперника.

- Іспанська партія(або захист Рюі Лопеса) — належить до відкритих дебютів. Починається ходами 1. e2—e4 e7—e5 2. Ng1—f3 Nb8—c6 3. Bf1—b5. Вперше згадується у працях іспанських шахістів Л. Лусени (1479) та Р. Лопеса (1561), що обумовило назву. Один з найуживаніших дебютів у сучасній практиці.

- Італійська партія — належить до відкритих дебютів. Починається ходами 1. e2—e4 e7—e5 2. Ng1—f3 Nb8—c6 3. Bf1—c4 Bf8—c5. Один з найстаріших дебютів. У сучасній практиці зустрічається не дуже часто.

## К
- Каїсса — героїня однойменної поеми В. Джонса (1763) у якій розповідається, що бог війни Марс закохавшись у дріаду Каїссу зумів добитися взаємності лише завдяки винаходу шахів. Каїсса вважається музою шахів. Також назву каїсса має шахова програма, яку розробили радянські математики — перший чемпіон світу серед комп'ютерів (1974).

- Кандидат у майстри — розряд у шаховій кваліфікації України, Росії та країн колишнього СРСР. Є проміжним розрядом між першим розрядом та майстром.

- Каталонський початок — належить до закритих дебютів. Починається ходами 1. d2—d4 Ng8—f6 2. c2—c4 e7—e6 3. g2—g3. Вперше було застосовано С. Тартаковером на турнірі у Барселоні, що обумовило назву. Один з найуживаніших сучасних дебютів.

- Кінь — одна з шахових фігур. Ходить та б'є фігури суперника «Г»-подібним рухом: спочатку на 2 клітини по вертикалі або по горизонталі, потім на 1 клітину по вертикалі або по горизонталі. Може перестрибувати через фігури суперника.

- Ключові клітини (або критичні клітини) — термін з теорії пішакових ендшпілів. Клітини зайняття яких фігурами сильнішого боку веде до досягнення певної стратегічної мети, або навіть до виграшу партії.

- Код Удемана — позначення клітин шахівниці за допомогою голосної та приголосної літер латинського алфавіту. Запропонований американським шахістом Л. Удеманом. Застосовується у змаганнях за телеграфом та радіо.

- Комбінація — форсований варіант з використанням різноманітних тактичних прийомів. Зазвичай елементом комбінації є жертва матеріалу.

- Композиція — різновид шахового мистецтва, сутність якого полягає у складанні штучних позицій з визначеним завданням, зазвичай за білих. Розрізняють два види композиції: задачі та етюди.

- Коньовий ендшпіль — різновид шахового ендшпілю у якому окрім королів у кожного з гравців залишилися лише коні та пішаки.

- Консультаційна гра — гра під час якої за один або обидва боки грає декілька партнерів, що консультуються один з одним щодо кожного ходу.

- Контргамбіт — жертва пішака або фігури у дебюті у відповідь на застосування гамбіту.

- Контргра — один з найважливіших та найрозповсюдженіших прийомів шахової стратегії: використання можливостей позиції для боротьби за захоплення ініціативи у відповідь на атакувальні дії суперника.

- Контроль часу — час відведений кожному шахісту на усю партію, або на визначену кількість ходів.

- Контрудар — тактичний прийом, що часто розпочинає контратаку або супроводжує її.

- Кооперативний мат — мат, який ставиться спільними зусиллями обидвох суперників. Наприклад якщо кооперативний мат ставлять білі, то чорні усіма своїми діями не запобігають, а прискорюють мат своєму королю. Широко використовується у шаховій композиції.

- Королівський гамбіт — належить до відкритих дебютів. Починається ходами 1. e2—e4 e7—e5 2. f2—f4. Зустрічається у сучасній практиці.

- Король — шахова фігура. Пересувається на будь-яку вільну клітину навколо себе по діагоналі, горизонталі чи вертикалі. Не може стати на клітини, яку атаковано фігурами суперника. Один раз за гру може зробити спільний з турою хід — рокірування.

## Л
- Лавірування — шаховий стратегічний прийом — маневрування фігур з метою створення та використанняя слабкостей у позиції суперника.

- Латиський гамбіт — належить до відкритих дебютів. Починається ходами 1. e2—e4 e7—e5 2. Ng1—f3 f7—f5. У сучасній практиці майже не зустрічається.

- Легка партія — прийнята у шахістів назва для шахових партій, що були зіграні поза змаганнями, без годинника та запису ходів.

- Легка фігура — у шаховій термінології легкими фігурами називають конів та слонів.

- Легкофігурний ендшпіль — різновид шахового ендшпілю. Характеризується наявністю у обох суперників окрім королів лише легких фігур та пішаків.

## М
- Маестро — застаріла неофіційна назва шахістів, що грають у силу майстра та досягли успіхів у змаганнях.

- Мат — шах королю, коли король не може відступити на інше поле або закритися своєю фігурою. Гравець, що оголосив мат королю суперника вважається переможцем партії.

- Мансуба стародавній аналог сучасного етюду

- Мат Леґаля (Мат Легаля) — один із тривіальних матів. Пов'язаний з жертвою ферзя. Виникає після ходів: 1. e2—e4 e7—e5 2. Ng1—f3 d7—d6 3. Bf1—c4 Bc8—g4 4. Nb1—c3 a7—a6? 5. Nf3xe5! Bg4xd1?? 6. Bc4xf7+ Ke8—e7 (єдиний хід) 7. Nc3—d5#.

- Млин — типова шахова комбінація з чергуванням шахів та відкритих шахів, що оголошуються тим з суперників, що атакує.

- Мітельшпіль (або середина гри) — наступна за дебютом стадія шахової партії, у якій зазвичай розгортаюїться її основні події. Зазвичай мітельшпіль починається після 12—15 початкових ходів, коли суперники закінчують розвиток своїх фігур (мобілізація сил) та готові розпочати активні дії. Розташування пішаків, розвиток фігур у дебюті зазвичай підпорядковують майбутньому плану гри у мітельшпілі.

## Н
- Надлишковий захист — стратегічний профілактичний прийом, який було введено у шахову практику А. Німцовичем. Сутність його полягає у захисті «із запасом» важливих пунктів позиції.
- Напіввідкрита лінія — лінія, на якій немає власних пішаків, але є пішак суперника.

- Напад — тактичний елемент атаки, що полягає у створенні загрози взяття фігури суперника

- Напіввідкриті дебюти — загальна назва дебютів, що починаються першим ходом білих 1. e2—e4. При цьому наступний хід чорних будь-який окрім 1. … e7—e5.

- Недоторкані пішаки — пішаки, напад на які веде до цугцвангу гравця, що нападає.

- Неправильний початок — загальна назва дебютів, що майже не зустрічаються у сучасній практиці.

- Неправильний захист — загальна назва ряду дебютів, де чорні у відповідь на 1. e2—e4 e7—e5 2. Ng1—f3 обирають будь-які ходи окрім: 2. … Nb8—c6, 2. … Ng8—f6, 2. … d7—d6.

- Новоіндійський захист — належить до закритих дебютів. Починається ходами 1. d2—d4 Ng8—f6 2. c2—c4 e7—e6 3. Ng1—f3 b7—b6. Один з найвживаніших сучасних дебютів.

- Нотація — система умовних позначень, що застосовується для запису окремих ходів, усієї партії та окремої позиції. Розрізняють алгебраїчну нотацію, зображувальну, скорочену алгебраїчну (найпоширеніша) та інші.

## О
- Опозиція — термін з теорії ендшпілю. Протистояння королів один проти одного. Розрізняють близьку, далеку, діагональну та коньову опозиції.
- Очікувальний хід — хід, за допомогою якого черга ходу передається суперникові. Метою такого ходу є виявлення намірів суперника.

- Оцінка позиції — всебічне дослідження особливостей та можливостей позиції, що виникла на шахівниці протягом шахової партії, з метою визначення подальшого плану гри.

## П
- Пат — положення у шаховій партії, у якому сторона, що має право ходу, не може ним скористатися, адже усі її фігури та пішаки позбавлені можливості зробити хід. Партія, у якій виникло патове становище визнається нічиєю.
- Перевага двох слонів — позиційна перевага, що полягає у наявності у одного с суперників двох слонів, а у іншого слона та коня або двох конів. Іноді жартома кажуть про «перевагу двох конів».
- Перевага у розвитку — перевага у кількості фігур, що виведені на активні позиції.
- Перехресний шах — тактичний прийом, оголошення шаху у відповідь на шах власному королю. Найчастіше використовується у ферзевому ендшпілі.
- Підривання пішакового ланцюга — тактичний прийом у позиційній грі. Має за мету послаблення або знищення пішакового ланцюга суперника.
- Підрив центру — стратегічний прийом у шаховій партії, що застосовується з метою послаблення або знищення центру суперника.
- Пішак — найслабша, але дуже важлива шахова фігура. Ходить вперед по вертикалі на одну (з початкової позиції — на дві) клітини. Якщо пішак досягнув останньої лінії він перетворюється у будь-яку фігуру того-ж кольору що він сам окрім короля.
- Пішакова перевага — більша ніж у суперника кількість пішаків на одному з флангів(кількісна пішакова перевага), або краще їх розташування (якісна пішакова перевага).
- Пішаковий ендшпіль — різновид шахового ендшпілю. Характеризується наявністю у обох гравців окрім королів лише пішаків.
- Пішаковий ланцюг — пішаки одного кольору, що розташовані по діагоналі.
- Пішаковий штурм — атака за допомогою пішаків. Застосовується для знищення прикриття короля суперника та створення матових погроз. Дуже розповсюджений стратегічний прийом.
- Пов'язані пішаки — пішаки одного кольору, що розташовані на суміжних вертикалях. Також розрізняють пов'язані прохідні пішаки.
- Подвійний напад (або вилка) — ситуація коли одна фігура нападає на дві фігури суперника.
- Подвійний шах — одночасний шах двома фігурами.
- Подвоєні пішаки — пішаки одного кольору, що знаходиться на одній вертикалі. Зазвичай є слабкістю.
- Позиційна жертва — стратегічний прийом. Жертва матеріалу задля отримання деяких позиційних переваг, захоплення ініціативи тощо.
- Позиція — у шаховій партії розміщення фігур на шахівниці, при цьому повинна бути визначена черга ходу, можливість рокірвуання, взяття на проході тощо.
- Поля відповідності — термін з теорії ендшпілю. Клітини на шахівниці, по яких маневрують фігури суперників, опиняючись ніби пов'язаними одна з одною.
- Потрійне повторення позиції — виникнення на шахівниці тієї самої позиції тричі протягом партії, при цьому черга ходу кожен раз повинна бути у того й самого гравця, а можливості гри не змінюються: наприклад право здійснити рокірування або взяття на проході. Може бути приводом для присудження ничиєї.
- Правило п'яти — якщо номер ряду, який займає пішак, і кількість вертикалей, які відокремлюють від нього короля слабшої сторони, в сумі дають число, менше п'яти або дорівнює п'яти, то позиція нічийна; якщо це число більше п'яти, то сильніша сторона виграє.
- Правило шести — див. «Правило п'яти».
- Проміжний хід[ru] — хід суперника, який не було передбачено при розрахунку форсованого варіанту або комбінації. Зазвичай проміжний хід руйнує попередні розрахунки та унеможливлює комбінацію. Існує також проміжний шах[ru] — проміжний хід з шахом, часто дозволяє гравцю, що захищається перехопити ініціативу.
- Прохідний пішак — пішак, що не має на сусідніх вертикалях пішаків суперника. Є серйозною позиційною перевагою, особливо у ендшпілі.

## Р
- Рапід — див. Швидкі шахи
- Рейтинг (або особистий коефіцієнт) — числовий показник практичних досягнень шахіста, що змінюється у залежності від його результатів у змаганнях.

- Розвиток фігур — процес виведення фігур на активні позиції, звікди вони можуть взяти участь у подальшій боротьбі.

- Різноколірні слони — термін, що застосовується для позначення слонів, що стоять на клітинах різних кольорів у позиціях де у гравців, окрім пішаків, залишилися лише слони.

- Рокірування (рокіровка) — спільний хід королем та турою, за якого король зміщується на дві клітини по горизонталі, а тура стає на клітину, через яку перестрибнув король. Рокірування можливе за виконання таких умов: король та тура, що братимуть участь у рокіруванні, ще жодного разу не ходили, королю немає шаху, після рокірування ні король, ні тура не опиняються під шахом. Розрізняють коротке (на королівський фланг) та довге (на ферзевий фланг) рокірування.

## С
- Сеанс одночасної гри — різновид масових шахових змагань, під час яких шахіст (сеансер) грає одночасно з багатьма суперниками.

- Сильне поле — клітина, на якій фігура займає дуже сильну позицію, що супернику дуже важко примусити її звільнити цю клітину.

- Сицилійський захист — належить до напіввідкритих дебютів. Починається ходами 1. e2—e4 c7—c5. Один з найвживанеших дебютів у сучасній практиці.

- Скажена фігура — незахищена фігура що нападає на фігуру суперника (найчастіше на короля), яку не можна вбити через пат. Скажена фігура часто дозволяє тому з гравців, що знаходиться у скрутному становищі досягти нічиєї шляхом довічного нападу (шаху).

- Скандинавський захист — належить до напіввідкритих дебютів. Починається ходами 1. e2—e4 d7—d5. Рідко зустрічається у сучасній практиці.

- Складний ендшпіль — ендшпіль у якому у кожного з гравців залишилося не менше двох різних фігур.

- Слабке поле — клітина у власному таборі, яка не може бути захищена власними пішаками.

- Слов'янський захист(або чеський захист) — належить до закритих дебютів. Починається ходами 1. d2—d4 d7—d5 2. c2—c4 c7—c6. Користується широкою популярністю.

- Слон (шахова фігура) — шахова фігура. Пересувається на будь яку кількість клітин по діагоналі.

- Слон проти коня — різновид легкофігурного ендшпілю. Характеризується наявністю у одного з гравців окрім короля — слона та пішаків, а у іншого — коня та пішаків.

- Слоновий ендшпіль — різновид ендшпілю. Характеризується наявністю у гравців окрім королів лише пішаків та слонів.

- Спертий мат — мат, при якому усі клітини навколо короля відібрани його власними фігурами. Спертий мат може бути оголошено лише конем.

- Староіндійський захист — належить до закритих дебютів. Починається ходами 1. d2—d4 Ng8—f6 2. c2—c4 g7—g6 3. e2—e4 d7—d6. Може виникнути і за іншого порядку ходів. Один з найвживаніших сучасних дебютів.

- Староіндійський початок — належить до закритих дебютів. Починається ходом 1. g2—g3. Широко використовується у сучасній практиці. На вищому рівні постійно застосовує гроссмейстер Хікару Накамура.

- Статист — фігура в шаховій задачі, яка не бере участі в матовій картині[джерело?].

- Стратегія — принципи ведення шахової партії, що охоплюють підготування та здійснення систематичного, послідовного впливу на позицію суперинка.

## Т
- Табія — типова позиція того чи іншого дебюту, де, зазвичай закінчено мобілізацію сил та починається міттельшпіль. Також табією називається розстановка фігур та пішаків у шатранджі, з якої фактично починалася гра.

- Тактика — сукупність прийомів та засобів виконання окремих шахових операцій, що входять до стратегічного плану та його закінчуючих.

- Темп — одиниця вимірювання часу у шахах, яка дорівнює одному шаховому ходу. Виграти темп означає випередити суперника у розвитку на один хід.

- Теоретична позиція — позиція, що вивчена шаховою теорією та точно відомий результат за найкращої гри суперників, а також відомі плани сторін для досягнення цього результату.

- Теорія шахів — сукупність знань про шахи. Складається з теорії дебюту, ендшпілю та міттельшпілю. Найбільш вивченими є теорія ендшпілю та теорія дебюту.

- Технічний ендшпіль — елементарне шахове закінчення з мінімальною кількістю фігур (3—5), у якому одна з сторін володіючи достатньою матеріальною перевагою може оголосити мат королю суперника, або за точного захисту слабший бік досягає нічиєї. До цього класу ендшпілів в першу чергу відносять ендшпілі у яких ставиться мат самотньому королю.

- Тихий хід — неактивний, на перший погляд, хід, що повністю змінює перебіг боротьби у партії.

- Тура — шахова фігура. Пересувається на будь-яку кількість клітинок по вертикалі або горизонталі.

- Тура проти легкої фігури — різновид шахового ендшпілю. Характеризується наявністю окрім королів у одного з суперників тури та пішаків, а у іншого — легкої фігури та пішаків.

- Туровий ендшпіль — різновид шахового ендшпілю. Характеризується наявністю у обох сторін окрім королів лише пішаків та тур.

## У
- Угорська партія — належить до відкритих дебютів. Починається ходами 1. e2—e4 e7—e5 2. Ng1—f3 Nb8—c6 2. Bf1—c4 Bf8—e7. Назву отримав після партії за листуванням Париж — Будапешт (1842-45). У сучасній практиці майже не зустрічається.

## Ф
|   | a | b | c | d | e | f | g | h |   |
| 8 | a8 чорна тура · b8 чорний кінь · c8 чорний слон · d8 чорний ферзь · e8 чорний король · h8 чорна тура · a7 чорний пішак · b7 чорний пішак · c7 чорний пішак · d7 чорний пішак · e7 чорний пішак · f7 чорний пішак · g7 чорний слон · h7 чорний пішак · f6 чорний кінь · g6 чорний пішак · c4 білий пішак · d4 білий пішак · c3 білий кінь · a2 білий пішак · b2 білий пішак · e2 білий пішак · f2 білий пішак · g2 білий пішак · h2 білий пішак · a1 біла тура · c1 білий слон · d1 білий ферзь · e1 білий король · f1 білий слон · g1 білий кінь · h1 біла тура | a8 чорна тура · b8 чорний кінь · c8 чорний слон · d8 чорний ферзь · e8 чорний король · h8 чорна тура · a7 чорний пішак · b7 чорний пішак · c7 чорний пішак · d7 чорний пішак · e7 чорний пішак · f7 чорний пішак · g7 чорний слон · h7 чорний пішак · f6 чорний кінь · g6 чорний пішак · c4 білий пішак · d4 білий пішак · c3 білий кінь · a2 білий пішак · b2 білий пішак · e2 білий пішак · f2 білий пішак · g2 білий пішак · h2 білий пішак · a1 біла тура · c1 білий слон · d1 білий ферзь · e1 білий король · f1 білий слон · g1 білий кінь · h1 біла тура | a8 чорна тура · b8 чорний кінь · c8 чорний слон · d8 чорний ферзь · e8 чорний король · h8 чорна тура · a7 чорний пішак · b7 чорний пішак · c7 чорний пішак · d7 чорний пішак · e7 чорний пішак · f7 чорний пішак · g7 чорний слон · h7 чорний пішак · f6 чорний кінь · g6 чорний пішак · c4 білий пішак · d4 білий пішак · c3 білий кінь · a2 білий пішак · b2 білий пішак · e2 білий пішак · f2 білий пішак · g2 білий пішак · h2 білий пішак · a1 біла тура · c1 білий слон · d1 білий ферзь · e1 білий король · f1 білий слон · g1 білий кінь · h1 біла тура | a8 чорна тура · b8 чорний кінь · c8 чорний слон · d8 чорний ферзь · e8 чорний король · h8 чорна тура · a7 чорний пішак · b7 чорний пішак · c7 чорний пішак · d7 чорний пішак · e7 чорний пішак · f7 чорний пішак · g7 чорний слон · h7 чорний пішак · f6 чорний кінь · g6 чорний пішак · c4 білий пішак · d4 білий пішак · c3 білий кінь · a2 білий пішак · b2 білий пішак · e2 білий пішак · f2 білий пішак · g2 білий пішак · h2 білий пішак · a1 біла тура · c1 білий слон · d1 білий ферзь · e1 білий король · f1 білий слон · g1 білий кінь · h1 біла тура | a8 чорна тура · b8 чорний кінь · c8 чорний слон · d8 чорний ферзь · e8 чорний король · h8 чорна тура · a7 чорний пішак · b7 чорний пішак · c7 чорний пішак · d7 чорний пішак · e7 чорний пішак · f7 чорний пішак · g7 чорний слон · h7 чорний пішак · f6 чорний кінь · g6 чорний пішак · c4 білий пішак · d4 білий пішак · c3 білий кінь · a2 білий пішак · b2 білий пішак · e2 білий пішак · f2 білий пішак · g2 білий пішак · h2 білий пішак · a1 біла тура · c1 білий слон · d1 білий ферзь · e1 білий король · f1 білий слон · g1 білий кінь · h1 біла тура | a8 чорна тура · b8 чорний кінь · c8 чорний слон · d8 чорний ферзь · e8 чорний король · h8 чорна тура · a7 чорний пішак · b7 чорний пішак · c7 чорний пішак · d7 чорний пішак · e7 чорний пішак · f7 чорний пішак · g7 чорний слон · h7 чорний пішак · f6 чорний кінь · g6 чорний пішак · c4 білий пішак · d4 білий пішак · c3 білий кінь · a2 білий пішак · b2 білий пішак · e2 білий пішак · f2 білий пішак · g2 білий пішак · h2 білий пішак · a1 біла тура · c1 білий слон · d1 білий ферзь · e1 білий король · f1 білий слон · g1 білий кінь · h1 біла тура | a8 чорна тура · b8 чорний кінь · c8 чорний слон · d8 чорний ферзь · e8 чорний король · h8 чорна тура · a7 чорний пішак · b7 чорний пішак · c7 чорний пішак · d7 чорний пішак · e7 чорний пішак · f7 чорний пішак · g7 чорний слон · h7 чорний пішак · f6 чорний кінь · g6 чорний пішак · c4 білий пішак · d4 білий пішак · c3 білий кінь · a2 білий пішак · b2 білий пішак · e2 білий пішак · f2 білий пішак · g2 білий пішак · h2 білий пішак · a1 біла тура · c1 білий слон · d1 білий ферзь · e1 білий король · f1 білий слон · g1 білий кінь · h1 біла тура | a8 чорна тура · b8 чорний кінь · c8 чорний слон · d8 чорний ферзь · e8 чорний король · h8 чорна тура · a7 чорний пішак · b7 чорний пішак · c7 чорний пішак · d7 чорний пішак · e7 чорний пішак · f7 чорний пішак · g7 чорний слон · h7 чорний пішак · f6 чорний кінь · g6 чорний пішак · c4 білий пішак · d4 білий пішак · c3 білий кінь · a2 білий пішак · b2 білий пішак · e2 білий пішак · f2 білий пішак · g2 білий пішак · h2 білий пішак · a1 біла тура · c1 білий слон · d1 білий ферзь · e1 білий король · f1 білий слон · g1 білий кінь · h1 біла тура | 8 |
| 7 | a8 чорна тура · b8 чорний кінь · c8 чорний слон · d8 чорний ферзь · e8 чорний король · h8 чорна тура · a7 чорний пішак · b7 чорний пішак · c7 чорний пішак · d7 чорний пішак · e7 чорний пішак · f7 чорний пішак · g7 чорний слон · h7 чорний пішак · f6 чорний кінь · g6 чорний пішак · c4 білий пішак · d4 білий пішак · c3 білий кінь · a2 білий пішак · b2 білий пішак · e2 білий пішак · f2 білий пішак · g2 білий пішак · h2 білий пішак · a1 біла тура · c1 білий слон · d1 білий ферзь · e1 білий король · f1 білий слон · g1 білий кінь · h1 біла тура | a8 чорна тура · b8 чорний кінь · c8 чорний слон · d8 чорний ферзь · e8 чорний король · h8 чорна тура · a7 чорний пішак · b7 чорний пішак · c7 чорний пішак · d7 чорний пішак · e7 чорний пішак · f7 чорний пішак · g7 чорний слон · h7 чорний пішак · f6 чорний кінь · g6 чорний пішак · c4 білий пішак · d4 білий пішак · c3 білий кінь · a2 білий пішак · b2 білий пішак · e2 білий пішак · f2 білий пішак · g2 білий пішак · h2 білий пішак · a1 біла тура · c1 білий слон · d1 білий ферзь · e1 білий король · f1 білий слон · g1 білий кінь · h1 біла тура | a8 чорна тура · b8 чорний кінь · c8 чорний слон · d8 чорний ферзь · e8 чорний король · h8 чорна тура · a7 чорний пішак · b7 чорний пішак · c7 чорний пішак · d7 чорний пішак · e7 чорний пішак · f7 чорний пішак · g7 чорний слон · h7 чорний пішак · f6 чорний кінь · g6 чорний пішак · c4 білий пішак · d4 білий пішак · c3 білий кінь · a2 білий пішак · b2 білий пішак · e2 білий пішак · f2 білий пішак · g2 білий пішак · h2 білий пішак · a1 біла тура · c1 білий слон · d1 білий ферзь · e1 білий король · f1 білий слон · g1 білий кінь · h1 біла тура | a8 чорна тура · b8 чорний кінь · c8 чорний слон · d8 чорний ферзь · e8 чорний король · h8 чорна тура · a7 чорний пішак · b7 чорний пішак · c7 чорний пішак · d7 чорний пішак · e7 чорний пішак · f7 чорний пішак · g7 чорний слон · h7 чорний пішак · f6 чорний кінь · g6 чорний пішак · c4 білий пішак · d4 білий пішак · c3 білий кінь · a2 білий пішак · b2 білий пішак · e2 білий пішак · f2 білий пішак · g2 білий пішак · h2 білий пішак · a1 біла тура · c1 білий слон · d1 білий ферзь · e1 білий король · f1 білий слон · g1 білий кінь · h1 біла тура | a8 чорна тура · b8 чорний кінь · c8 чорний слон · d8 чорний ферзь · e8 чорний король · h8 чорна тура · a7 чорний пішак · b7 чорний пішак · c7 чорний пішак · d7 чорний пішак · e7 чорний пішак · f7 чорний пішак · g7 чорний слон · h7 чорний пішак · f6 чорний кінь · g6 чорний пішак · c4 білий пішак · d4 білий пішак · c3 білий кінь · a2 білий пішак · b2 білий пішак · e2 білий пішак · f2 білий пішак · g2 білий пішак · h2 білий пішак · a1 біла тура · c1 білий слон · d1 білий ферзь · e1 білий король · f1 білий слон · g1 білий кінь · h1 біла тура | a8 чорна тура · b8 чорний кінь · c8 чорний слон · d8 чорний ферзь · e8 чорний король · h8 чорна тура · a7 чорний пішак · b7 чорний пішак · c7 чорний пішак · d7 чорний пішак · e7 чорний пішак · f7 чорний пішак · g7 чорний слон · h7 чорний пішак · f6 чорний кінь · g6 чорний пішак · c4 білий пішак · d4 білий пішак · c3 білий кінь · a2 білий пішак · b2 білий пішак · e2 білий пішак · f2 білий пішак · g2 білий пішак · h2 білий пішак · a1 біла тура · c1 білий слон · d1 білий ферзь · e1 білий король · f1 білий слон · g1 білий кінь · h1 біла тура | a8 чорна тура · b8 чорний кінь · c8 чорний слон · d8 чорний ферзь · e8 чорний король · h8 чорна тура · a7 чорний пішак · b7 чорний пішак · c7 чорний пішак · d7 чорний пішак · e7 чорний пішак · f7 чорний пішак · g7 чорний слон · h7 чорний пішак · f6 чорний кінь · g6 чорний пішак · c4 білий пішак · d4 білий пішак · c3 білий кінь · a2 білий пішак · b2 білий пішак · e2 білий пішак · f2 білий пішак · g2 білий пішак · h2 білий пішак · a1 біла тура · c1 білий слон · d1 білий ферзь · e1 білий король · f1 білий слон · g1 білий кінь · h1 біла тура | a8 чорна тура · b8 чорний кінь · c8 чорний слон · d8 чорний ферзь · e8 чорний король · h8 чорна тура · a7 чорний пішак · b7 чорний пішак · c7 чорний пішак · d7 чорний пішак · e7 чорний пішак · f7 чорний пішак · g7 чорний слон · h7 чорний пішак · f6 чорний кінь · g6 чорний пішак · c4 білий пішак · d4 білий пішак · c3 білий кінь · a2 білий пішак · b2 білий пішак · e2 білий пішак · f2 білий пішак · g2 білий пішак · h2 білий пішак · a1 біла тура · c1 білий слон · d1 білий ферзь · e1 білий король · f1 білий слон · g1 білий кінь · h1 біла тура | 7 |
| 6 | a8 чорна тура · b8 чорний кінь · c8 чорний слон · d8 чорний ферзь · e8 чорний король · h8 чорна тура · a7 чорний пішак · b7 чорний пішак · c7 чорний пішак · d7 чорний пішак · e7 чорний пішак · f7 чорний пішак · g7 чорний слон · h7 чорний пішак · f6 чорний кінь · g6 чорний пішак · c4 білий пішак · d4 білий пішак · c3 білий кінь · a2 білий пішак · b2 білий пішак · e2 білий пішак · f2 білий пішак · g2 білий пішак · h2 білий пішак · a1 біла тура · c1 білий слон · d1 білий ферзь · e1 білий король · f1 білий слон · g1 білий кінь · h1 біла тура | a8 чорна тура · b8 чорний кінь · c8 чорний слон · d8 чорний ферзь · e8 чорний король · h8 чорна тура · a7 чорний пішак · b7 чорний пішак · c7 чорний пішак · d7 чорний пішак · e7 чорний пішак · f7 чорний пішак · g7 чорний слон · h7 чорний пішак · f6 чорний кінь · g6 чорний пішак · c4 білий пішак · d4 білий пішак · c3 білий кінь · a2 білий пішак · b2 білий пішак · e2 білий пішак · f2 білий пішак · g2 білий пішак · h2 білий пішак · a1 біла тура · c1 білий слон · d1 білий ферзь · e1 білий король · f1 білий слон · g1 білий кінь · h1 біла тура | a8 чорна тура · b8 чорний кінь · c8 чорний слон · d8 чорний ферзь · e8 чорний король · h8 чорна тура · a7 чорний пішак · b7 чорний пішак · c7 чорний пішак · d7 чорний пішак · e7 чорний пішак · f7 чорний пішак · g7 чорний слон · h7 чорний пішак · f6 чорний кінь · g6 чорний пішак · c4 білий пішак · d4 білий пішак · c3 білий кінь · a2 білий пішак · b2 білий пішак · e2 білий пішак · f2 білий пішак · g2 білий пішак · h2 білий пішак · a1 біла тура · c1 білий слон · d1 білий ферзь · e1 білий король · f1 білий слон · g1 білий кінь · h1 біла тура | a8 чорна тура · b8 чорний кінь · c8 чорний слон · d8 чорний ферзь · e8 чорний король · h8 чорна тура · a7 чорний пішак · b7 чорний пішак · c7 чорний пішак · d7 чорний пішак · e7 чорний пішак · f7 чорний пішак · g7 чорний слон · h7 чорний пішак · f6 чорний кінь · g6 чорний пішак · c4 білий пішак · d4 білий пішак · c3 білий кінь · a2 білий пішак · b2 білий пішак · e2 білий пішак · f2 білий пішак · g2 білий пішак · h2 білий пішак · a1 біла тура · c1 білий слон · d1 білий ферзь · e1 білий король · f1 білий слон · g1 білий кінь · h1 біла тура | a8 чорна тура · b8 чорний кінь · c8 чорний слон · d8 чорний ферзь · e8 чорний король · h8 чорна тура · a7 чорний пішак · b7 чорний пішак · c7 чорний пішак · d7 чорний пішак · e7 чорний пішак · f7 чорний пішак · g7 чорний слон · h7 чорний пішак · f6 чорний кінь · g6 чорний пішак · c4 білий пішак · d4 білий пішак · c3 білий кінь · a2 білий пішак · b2 білий пішак · e2 білий пішак · f2 білий пішак · g2 білий пішак · h2 білий пішак · a1 біла тура · c1 білий слон · d1 білий ферзь · e1 білий король · f1 білий слон · g1 білий кінь · h1 біла тура | a8 чорна тура · b8 чорний кінь · c8 чорний слон · d8 чорний ферзь · e8 чорний король · h8 чорна тура · a7 чорний пішак · b7 чорний пішак · c7 чорний пішак · d7 чорний пішак · e7 чорний пішак · f7 чорний пішак · g7 чорний слон · h7 чорний пішак · f6 чорний кінь · g6 чорний пішак · c4 білий пішак · d4 білий пішак · c3 білий кінь · a2 білий пішак · b2 білий пішак · e2 білий пішак · f2 білий пішак · g2 білий пішак · h2 білий пішак · a1 біла тура · c1 білий слон · d1 білий ферзь · e1 білий король · f1 білий слон · g1 білий кінь · h1 біла тура | a8 чорна тура · b8 чорний кінь · c8 чорний слон · d8 чорний ферзь · e8 чорний король · h8 чорна тура · a7 чорний пішак · b7 чорний пішак · c7 чорний пішак · d7 чорний пішак · e7 чорний пішак · f7 чорний пішак · g7 чорний слон · h7 чорний пішак · f6 чорний кінь · g6 чорний пішак · c4 білий пішак · d4 білий пішак · c3 білий кінь · a2 білий пішак · b2 білий пішак · e2 білий пішак · f2 білий пішак · g2 білий пішак · h2 білий пішак · a1 біла тура · c1 білий слон · d1 білий ферзь · e1 білий король · f1 білий слон · g1 білий кінь · h1 біла тура | a8 чорна тура · b8 чорний кінь · c8 чорний слон · d8 чорний ферзь · e8 чорний король · h8 чорна тура · a7 чорний пішак · b7 чорний пішак · c7 чорний пішак · d7 чорний пішак · e7 чорний пішак · f7 чорний пішак · g7 чорний слон · h7 чорний пішак · f6 чорний кінь · g6 чорний пішак · c4 білий пішак · d4 білий пішак · c3 білий кінь · a2 білий пішак · b2 білий пішак · e2 білий пішак · f2 білий пішак · g2 білий пішак · h2 білий пішак · a1 біла тура · c1 білий слон · d1 білий ферзь · e1 білий король · f1 білий слон · g1 білий кінь · h1 біла тура | 6 |
| 5 | a8 чорна тура · b8 чорний кінь · c8 чорний слон · d8 чорний ферзь · e8 чорний король · h8 чорна тура · a7 чорний пішак · b7 чорний пішак · c7 чорний пішак · d7 чорний пішак · e7 чорний пішак · f7 чорний пішак · g7 чорний слон · h7 чорний пішак · f6 чорний кінь · g6 чорний пішак · c4 білий пішак · d4 білий пішак · c3 білий кінь · a2 білий пішак · b2 білий пішак · e2 білий пішак · f2 білий пішак · g2 білий пішак · h2 білий пішак · a1 біла тура · c1 білий слон · d1 білий ферзь · e1 білий король · f1 білий слон · g1 білий кінь · h1 біла тура | a8 чорна тура · b8 чорний кінь · c8 чорний слон · d8 чорний ферзь · e8 чорний король · h8 чорна тура · a7 чорний пішак · b7 чорний пішак · c7 чорний пішак · d7 чорний пішак · e7 чорний пішак · f7 чорний пішак · g7 чорний слон · h7 чорний пішак · f6 чорний кінь · g6 чорний пішак · c4 білий пішак · d4 білий пішак · c3 білий кінь · a2 білий пішак · b2 білий пішак · e2 білий пішак · f2 білий пішак · g2 білий пішак · h2 білий пішак · a1 біла тура · c1 білий слон · d1 білий ферзь · e1 білий король · f1 білий слон · g1 білий кінь · h1 біла тура | a8 чорна тура · b8 чорний кінь · c8 чорний слон · d8 чорний ферзь · e8 чорний король · h8 чорна тура · a7 чорний пішак · b7 чорний пішак · c7 чорний пішак · d7 чорний пішак · e7 чорний пішак · f7 чорний пішак · g7 чорний слон · h7 чорний пішак · f6 чорний кінь · g6 чорний пішак · c4 білий пішак · d4 білий пішак · c3 білий кінь · a2 білий пішак · b2 білий пішак · e2 білий пішак · f2 білий пішак · g2 білий пішак · h2 білий пішак · a1 біла тура · c1 білий слон · d1 білий ферзь · e1 білий король · f1 білий слон · g1 білий кінь · h1 біла тура | a8 чорна тура · b8 чорний кінь · c8 чорний слон · d8 чорний ферзь · e8 чорний король · h8 чорна тура · a7 чорний пішак · b7 чорний пішак · c7 чорний пішак · d7 чорний пішак · e7 чорний пішак · f7 чорний пішак · g7 чорний слон · h7 чорний пішак · f6 чорний кінь · g6 чорний пішак · c4 білий пішак · d4 білий пішак · c3 білий кінь · a2 білий пішак · b2 білий пішак · e2 білий пішак · f2 білий пішак · g2 білий пішак · h2 білий пішак · a1 біла тура · c1 білий слон · d1 білий ферзь · e1 білий король · f1 білий слон · g1 білий кінь · h1 біла тура | a8 чорна тура · b8 чорний кінь · c8 чорний слон · d8 чорний ферзь · e8 чорний король · h8 чорна тура · a7 чорний пішак · b7 чорний пішак · c7 чорний пішак · d7 чорний пішак · e7 чорний пішак · f7 чорний пішак · g7 чорний слон · h7 чорний пішак · f6 чорний кінь · g6 чорний пішак · c4 білий пішак · d4 білий пішак · c3 білий кінь · a2 білий пішак · b2 білий пішак · e2 білий пішак · f2 білий пішак · g2 білий пішак · h2 білий пішак · a1 біла тура · c1 білий слон · d1 білий ферзь · e1 білий король · f1 білий слон · g1 білий кінь · h1 біла тура | a8 чорна тура · b8 чорний кінь · c8 чорний слон · d8 чорний ферзь · e8 чорний король · h8 чорна тура · a7 чорний пішак · b7 чорний пішак · c7 чорний пішак · d7 чорний пішак · e7 чорний пішак · f7 чорний пішак · g7 чорний слон · h7 чорний пішак · f6 чорний кінь · g6 чорний пішак · c4 білий пішак · d4 білий пішак · c3 білий кінь · a2 білий пішак · b2 білий пішак · e2 білий пішак · f2 білий пішак · g2 білий пішак · h2 білий пішак · a1 біла тура · c1 білий слон · d1 білий ферзь · e1 білий король · f1 білий слон · g1 білий кінь · h1 біла тура | a8 чорна тура · b8 чорний кінь · c8 чорний слон · d8 чорний ферзь · e8 чорний король · h8 чорна тура · a7 чорний пішак · b7 чорний пішак · c7 чорний пішак · d7 чорний пішак · e7 чорний пішак · f7 чорний пішак · g7 чорний слон · h7 чорний пішак · f6 чорний кінь · g6 чорний пішак · c4 білий пішак · d4 білий пішак · c3 білий кінь · a2 білий пішак · b2 білий пішак · e2 білий пішак · f2 білий пішак · g2 білий пішак · h2 білий пішак · a1 біла тура · c1 білий слон · d1 білий ферзь · e1 білий король · f1 білий слон · g1 білий кінь · h1 біла тура | a8 чорна тура · b8 чорний кінь · c8 чорний слон · d8 чорний ферзь · e8 чорний король · h8 чорна тура · a7 чорний пішак · b7 чорний пішак · c7 чорний пішак · d7 чорний пішак · e7 чорний пішак · f7 чорний пішак · g7 чорний слон · h7 чорний пішак · f6 чорний кінь · g6 чорний пішак · c4 білий пішак · d4 білий пішак · c3 білий кінь · a2 білий пішак · b2 білий пішак · e2 білий пішак · f2 білий пішак · g2 білий пішак · h2 білий пішак · a1 біла тура · c1 білий слон · d1 білий ферзь · e1 білий король · f1 білий слон · g1 білий кінь · h1 біла тура | 5 |
| 4 | a8 чорна тура · b8 чорний кінь · c8 чорний слон · d8 чорний ферзь · e8 чорний король · h8 чорна тура · a7 чорний пішак · b7 чорний пішак · c7 чорний пішак · d7 чорний пішак · e7 чорний пішак · f7 чорний пішак · g7 чорний слон · h7 чорний пішак · f6 чорний кінь · g6 чорний пішак · c4 білий пішак · d4 білий пішак · c3 білий кінь · a2 білий пішак · b2 білий пішак · e2 білий пішак · f2 білий пішак · g2 білий пішак · h2 білий пішак · a1 біла тура · c1 білий слон · d1 білий ферзь · e1 білий король · f1 білий слон · g1 білий кінь · h1 біла тура | a8 чорна тура · b8 чорний кінь · c8 чорний слон · d8 чорний ферзь · e8 чорний король · h8 чорна тура · a7 чорний пішак · b7 чорний пішак · c7 чорний пішак · d7 чорний пішак · e7 чорний пішак · f7 чорний пішак · g7 чорний слон · h7 чорний пішак · f6 чорний кінь · g6 чорний пішак · c4 білий пішак · d4 білий пішак · c3 білий кінь · a2 білий пішак · b2 білий пішак · e2 білий пішак · f2 білий пішак · g2 білий пішак · h2 білий пішак · a1 біла тура · c1 білий слон · d1 білий ферзь · e1 білий король · f1 білий слон · g1 білий кінь · h1 біла тура | a8 чорна тура · b8 чорний кінь · c8 чорний слон · d8 чорний ферзь · e8 чорний король · h8 чорна тура · a7 чорний пішак · b7 чорний пішак · c7 чорний пішак · d7 чорний пішак · e7 чорний пішак · f7 чорний пішак · g7 чорний слон · h7 чорний пішак · f6 чорний кінь · g6 чорний пішак · c4 білий пішак · d4 білий пішак · c3 білий кінь · a2 білий пішак · b2 білий пішак · e2 білий пішак · f2 білий пішак · g2 білий пішак · h2 білий пішак · a1 біла тура · c1 білий слон · d1 білий ферзь · e1 білий король · f1 білий слон · g1 білий кінь · h1 біла тура | a8 чорна тура · b8 чорний кінь · c8 чорний слон · d8 чорний ферзь · e8 чорний король · h8 чорна тура · a7 чорний пішак · b7 чорний пішак · c7 чорний пішак · d7 чорний пішак · e7 чорний пішак · f7 чорний пішак · g7 чорний слон · h7 чорний пішак · f6 чорний кінь · g6 чорний пішак · c4 білий пішак · d4 білий пішак · c3 білий кінь · a2 білий пішак · b2 білий пішак · e2 білий пішак · f2 білий пішак · g2 білий пішак · h2 білий пішак · a1 біла тура · c1 білий слон · d1 білий ферзь · e1 білий король · f1 білий слон · g1 білий кінь · h1 біла тура | a8 чорна тура · b8 чорний кінь · c8 чорний слон · d8 чорний ферзь · e8 чорний король · h8 чорна тура · a7 чорний пішак · b7 чорний пішак · c7 чорний пішак · d7 чорний пішак · e7 чорний пішак · f7 чорний пішак · g7 чорний слон · h7 чорний пішак · f6 чорний кінь · g6 чорний пішак · c4 білий пішак · d4 білий пішак · c3 білий кінь · a2 білий пішак · b2 білий пішак · e2 білий пішак · f2 білий пішак · g2 білий пішак · h2 білий пішак · a1 біла тура · c1 білий слон · d1 білий ферзь · e1 білий король · f1 білий слон · g1 білий кінь · h1 біла тура | a8 чорна тура · b8 чорний кінь · c8 чорний слон · d8 чорний ферзь · e8 чорний король · h8 чорна тура · a7 чорний пішак · b7 чорний пішак · c7 чорний пішак · d7 чорний пішак · e7 чорний пішак · f7 чорний пішак · g7 чорний слон · h7 чорний пішак · f6 чорний кінь · g6 чорний пішак · c4 білий пішак · d4 білий пішак · c3 білий кінь · a2 білий пішак · b2 білий пішак · e2 білий пішак · f2 білий пішак · g2 білий пішак · h2 білий пішак · a1 біла тура · c1 білий слон · d1 білий ферзь · e1 білий король · f1 білий слон · g1 білий кінь · h1 біла тура | a8 чорна тура · b8 чорний кінь · c8 чорний слон · d8 чорний ферзь · e8 чорний король · h8 чорна тура · a7 чорний пішак · b7 чорний пішак · c7 чорний пішак · d7 чорний пішак · e7 чорний пішак · f7 чорний пішак · g7 чорний слон · h7 чорний пішак · f6 чорний кінь · g6 чорний пішак · c4 білий пішак · d4 білий пішак · c3 білий кінь · a2 білий пішак · b2 білий пішак · e2 білий пішак · f2 білий пішак · g2 білий пішак · h2 білий пішак · a1 біла тура · c1 білий слон · d1 білий ферзь · e1 білий король · f1 білий слон · g1 білий кінь · h1 біла тура | a8 чорна тура · b8 чорний кінь · c8 чорний слон · d8 чорний ферзь · e8 чорний король · h8 чорна тура · a7 чорний пішак · b7 чорний пішак · c7 чорний пішак · d7 чорний пішак · e7 чорний пішак · f7 чорний пішак · g7 чорний слон · h7 чорний пішак · f6 чорний кінь · g6 чорний пішак · c4 білий пішак · d4 білий пішак · c3 білий кінь · a2 білий пішак · b2 білий пішак · e2 білий пішак · f2 білий пішак · g2 білий пішак · h2 білий пішак · a1 біла тура · c1 білий слон · d1 білий ферзь · e1 білий король · f1 білий слон · g1 білий кінь · h1 біла тура | 4 |
| 3 | a8 чорна тура · b8 чорний кінь · c8 чорний слон · d8 чорний ферзь · e8 чорний король · h8 чорна тура · a7 чорний пішак · b7 чорний пішак · c7 чорний пішак · d7 чорний пішак · e7 чорний пішак · f7 чорний пішак · g7 чорний слон · h7 чорний пішак · f6 чорний кінь · g6 чорний пішак · c4 білий пішак · d4 білий пішак · c3 білий кінь · a2 білий пішак · b2 білий пішак · e2 білий пішак · f2 білий пішак · g2 білий пішак · h2 білий пішак · a1 біла тура · c1 білий слон · d1 білий ферзь · e1 білий король · f1 білий слон · g1 білий кінь · h1 біла тура | a8 чорна тура · b8 чорний кінь · c8 чорний слон · d8 чорний ферзь · e8 чорний король · h8 чорна тура · a7 чорний пішак · b7 чорний пішак · c7 чорний пішак · d7 чорний пішак · e7 чорний пішак · f7 чорний пішак · g7 чорний слон · h7 чорний пішак · f6 чорний кінь · g6 чорний пішак · c4 білий пішак · d4 білий пішак · c3 білий кінь · a2 білий пішак · b2 білий пішак · e2 білий пішак · f2 білий пішак · g2 білий пішак · h2 білий пішак · a1 біла тура · c1 білий слон · d1 білий ферзь · e1 білий король · f1 білий слон · g1 білий кінь · h1 біла тура | a8 чорна тура · b8 чорний кінь · c8 чорний слон · d8 чорний ферзь · e8 чорний король · h8 чорна тура · a7 чорний пішак · b7 чорний пішак · c7 чорний пішак · d7 чорний пішак · e7 чорний пішак · f7 чорний пішак · g7 чорний слон · h7 чорний пішак · f6 чорний кінь · g6 чорний пішак · c4 білий пішак · d4 білий пішак · c3 білий кінь · a2 білий пішак · b2 білий пішак · e2 білий пішак · f2 білий пішак · g2 білий пішак · h2 білий пішак · a1 біла тура · c1 білий слон · d1 білий ферзь · e1 білий король · f1 білий слон · g1 білий кінь · h1 біла тура | a8 чорна тура · b8 чорний кінь · c8 чорний слон · d8 чорний ферзь · e8 чорний король · h8 чорна тура · a7 чорний пішак · b7 чорний пішак · c7 чорний пішак · d7 чорний пішак · e7 чорний пішак · f7 чорний пішак · g7 чорний слон · h7 чорний пішак · f6 чорний кінь · g6 чорний пішак · c4 білий пішак · d4 білий пішак · c3 білий кінь · a2 білий пішак · b2 білий пішак · e2 білий пішак · f2 білий пішак · g2 білий пішак · h2 білий пішак · a1 біла тура · c1 білий слон · d1 білий ферзь · e1 білий король · f1 білий слон · g1 білий кінь · h1 біла тура | a8 чорна тура · b8 чорний кінь · c8 чорний слон · d8 чорний ферзь · e8 чорний король · h8 чорна тура · a7 чорний пішак · b7 чорний пішак · c7 чорний пішак · d7 чорний пішак · e7 чорний пішак · f7 чорний пішак · g7 чорний слон · h7 чорний пішак · f6 чорний кінь · g6 чорний пішак · c4 білий пішак · d4 білий пішак · c3 білий кінь · a2 білий пішак · b2 білий пішак · e2 білий пішак · f2 білий пішак · g2 білий пішак · h2 білий пішак · a1 біла тура · c1 білий слон · d1 білий ферзь · e1 білий король · f1 білий слон · g1 білий кінь · h1 біла тура | a8 чорна тура · b8 чорний кінь · c8 чорний слон · d8 чорний ферзь · e8 чорний король · h8 чорна тура · a7 чорний пішак · b7 чорний пішак · c7 чорний пішак · d7 чорний пішак · e7 чорний пішак · f7 чорний пішак · g7 чорний слон · h7 чорний пішак · f6 чорний кінь · g6 чорний пішак · c4 білий пішак · d4 білий пішак · c3 білий кінь · a2 білий пішак · b2 білий пішак · e2 білий пішак · f2 білий пішак · g2 білий пішак · h2 білий пішак · a1 біла тура · c1 білий слон · d1 білий ферзь · e1 білий король · f1 білий слон · g1 білий кінь · h1 біла тура | a8 чорна тура · b8 чорний кінь · c8 чорний слон · d8 чорний ферзь · e8 чорний король · h8 чорна тура · a7 чорний пішак · b7 чорний пішак · c7 чорний пішак · d7 чорний пішак · e7 чорний пішак · f7 чорний пішак · g7 чорний слон · h7 чорний пішак · f6 чорний кінь · g6 чорний пішак · c4 білий пішак · d4 білий пішак · c3 білий кінь · a2 білий пішак · b2 білий пішак · e2 білий пішак · f2 білий пішак · g2 білий пішак · h2 білий пішак · a1 біла тура · c1 білий слон · d1 білий ферзь · e1 білий король · f1 білий слон · g1 білий кінь · h1 біла тура | a8 чорна тура · b8 чорний кінь · c8 чорний слон · d8 чорний ферзь · e8 чорний король · h8 чорна тура · a7 чорний пішак · b7 чорний пішак · c7 чорний пішак · d7 чорний пішак · e7 чорний пішак · f7 чорний пішак · g7 чорний слон · h7 чорний пішак · f6 чорний кінь · g6 чорний пішак · c4 білий пішак · d4 білий пішак · c3 білий кінь · a2 білий пішак · b2 білий пішак · e2 білий пішак · f2 білий пішак · g2 білий пішак · h2 білий пішак · a1 біла тура · c1 білий слон · d1 білий ферзь · e1 білий король · f1 білий слон · g1 білий кінь · h1 біла тура | 3 |
| 2 | a8 чорна тура · b8 чорний кінь · c8 чорний слон · d8 чорний ферзь · e8 чорний король · h8 чорна тура · a7 чорний пішак · b7 чорний пішак · c7 чорний пішак · d7 чорний пішак · e7 чорний пішак · f7 чорний пішак · g7 чорний слон · h7 чорний пішак · f6 чорний кінь · g6 чорний пішак · c4 білий пішак · d4 білий пішак · c3 білий кінь · a2 білий пішак · b2 білий пішак · e2 білий пішак · f2 білий пішак · g2 білий пішак · h2 білий пішак · a1 біла тура · c1 білий слон · d1 білий ферзь · e1 білий король · f1 білий слон · g1 білий кінь · h1 біла тура | a8 чорна тура · b8 чорний кінь · c8 чорний слон · d8 чорний ферзь · e8 чорний король · h8 чорна тура · a7 чорний пішак · b7 чорний пішак · c7 чорний пішак · d7 чорний пішак · e7 чорний пішак · f7 чорний пішак · g7 чорний слон · h7 чорний пішак · f6 чорний кінь · g6 чорний пішак · c4 білий пішак · d4 білий пішак · c3 білий кінь · a2 білий пішак · b2 білий пішак · e2 білий пішак · f2 білий пішак · g2 білий пішак · h2 білий пішак · a1 біла тура · c1 білий слон · d1 білий ферзь · e1 білий король · f1 білий слон · g1 білий кінь · h1 біла тура | a8 чорна тура · b8 чорний кінь · c8 чорний слон · d8 чорний ферзь · e8 чорний король · h8 чорна тура · a7 чорний пішак · b7 чорний пішак · c7 чорний пішак · d7 чорний пішак · e7 чорний пішак · f7 чорний пішак · g7 чорний слон · h7 чорний пішак · f6 чорний кінь · g6 чорний пішак · c4 білий пішак · d4 білий пішак · c3 білий кінь · a2 білий пішак · b2 білий пішак · e2 білий пішак · f2 білий пішак · g2 білий пішак · h2 білий пішак · a1 біла тура · c1 білий слон · d1 білий ферзь · e1 білий король · f1 білий слон · g1 білий кінь · h1 біла тура | a8 чорна тура · b8 чорний кінь · c8 чорний слон · d8 чорний ферзь · e8 чорний король · h8 чорна тура · a7 чорний пішак · b7 чорний пішак · c7 чорний пішак · d7 чорний пішак · e7 чорний пішак · f7 чорний пішак · g7 чорний слон · h7 чорний пішак · f6 чорний кінь · g6 чорний пішак · c4 білий пішак · d4 білий пішак · c3 білий кінь · a2 білий пішак · b2 білий пішак · e2 білий пішак · f2 білий пішак · g2 білий пішак · h2 білий пішак · a1 біла тура · c1 білий слон · d1 білий ферзь · e1 білий король · f1 білий слон · g1 білий кінь · h1 біла тура | a8 чорна тура · b8 чорний кінь · c8 чорний слон · d8 чорний ферзь · e8 чорний король · h8 чорна тура · a7 чорний пішак · b7 чорний пішак · c7 чорний пішак · d7 чорний пішак · e7 чорний пішак · f7 чорний пішак · g7 чорний слон · h7 чорний пішак · f6 чорний кінь · g6 чорний пішак · c4 білий пішак · d4 білий пішак · c3 білий кінь · a2 білий пішак · b2 білий пішак · e2 білий пішак · f2 білий пішак · g2 білий пішак · h2 білий пішак · a1 біла тура · c1 білий слон · d1 білий ферзь · e1 білий король · f1 білий слон · g1 білий кінь · h1 біла тура | a8 чорна тура · b8 чорний кінь · c8 чорний слон · d8 чорний ферзь · e8 чорний король · h8 чорна тура · a7 чорний пішак · b7 чорний пішак · c7 чорний пішак · d7 чорний пішак · e7 чорний пішак · f7 чорний пішак · g7 чорний слон · h7 чорний пішак · f6 чорний кінь · g6 чорний пішак · c4 білий пішак · d4 білий пішак · c3 білий кінь · a2 білий пішак · b2 білий пішак · e2 білий пішак · f2 білий пішак · g2 білий пішак · h2 білий пішак · a1 біла тура · c1 білий слон · d1 білий ферзь · e1 білий король · f1 білий слон · g1 білий кінь · h1 біла тура | a8 чорна тура · b8 чорний кінь · c8 чорний слон · d8 чорний ферзь · e8 чорний король · h8 чорна тура · a7 чорний пішак · b7 чорний пішак · c7 чорний пішак · d7 чорний пішак · e7 чорний пішак · f7 чорний пішак · g7 чорний слон · h7 чорний пішак · f6 чорний кінь · g6 чорний пішак · c4 білий пішак · d4 білий пішак · c3 білий кінь · a2 білий пішак · b2 білий пішак · e2 білий пішак · f2 білий пішак · g2 білий пішак · h2 білий пішак · a1 біла тура · c1 білий слон · d1 білий ферзь · e1 білий король · f1 білий слон · g1 білий кінь · h1 біла тура | a8 чорна тура · b8 чорний кінь · c8 чорний слон · d8 чорний ферзь · e8 чорний король · h8 чорна тура · a7 чорний пішак · b7 чорний пішак · c7 чорний пішак · d7 чорний пішак · e7 чорний пішак · f7 чорний пішак · g7 чорний слон · h7 чорний пішак · f6 чорний кінь · g6 чорний пішак · c4 білий пішак · d4 білий пішак · c3 білий кінь · a2 білий пішак · b2 білий пішак · e2 білий пішак · f2 білий пішак · g2 білий пішак · h2 білий пішак · a1 біла тура · c1 білий слон · d1 білий ферзь · e1 білий король · f1 білий слон · g1 білий кінь · h1 біла тура | 2 |
| 1 | a8 чорна тура · b8 чорний кінь · c8 чорний слон · d8 чорний ферзь · e8 чорний король · h8 чорна тура · a7 чорний пішак · b7 чорний пішак · c7 чорний пішак · d7 чорний пішак · e7 чорний пішак · f7 чорний пішак · g7 чорний слон · h7 чорний пішак · f6 чорний кінь · g6 чорний пішак · c4 білий пішак · d4 білий пішак · c3 білий кінь · a2 білий пішак · b2 білий пішак · e2 білий пішак · f2 білий пішак · g2 білий пішак · h2 білий пішак · a1 біла тура · c1 білий слон · d1 білий ферзь · e1 білий король · f1 білий слон · g1 білий кінь · h1 біла тура | a8 чорна тура · b8 чорний кінь · c8 чорний слон · d8 чорний ферзь · e8 чорний король · h8 чорна тура · a7 чорний пішак · b7 чорний пішак · c7 чорний пішак · d7 чорний пішак · e7 чорний пішак · f7 чорний пішак · g7 чорний слон · h7 чорний пішак · f6 чорний кінь · g6 чорний пішак · c4 білий пішак · d4 білий пішак · c3 білий кінь · a2 білий пішак · b2 білий пішак · e2 білий пішак · f2 білий пішак · g2 білий пішак · h2 білий пішак · a1 біла тура · c1 білий слон · d1 білий ферзь · e1 білий король · f1 білий слон · g1 білий кінь · h1 біла тура | a8 чорна тура · b8 чорний кінь · c8 чорний слон · d8 чорний ферзь · e8 чорний король · h8 чорна тура · a7 чорний пішак · b7 чорний пішак · c7 чорний пішак · d7 чорний пішак · e7 чорний пішак · f7 чорний пішак · g7 чорний слон · h7 чорний пішак · f6 чорний кінь · g6 чорний пішак · c4 білий пішак · d4 білий пішак · c3 білий кінь · a2 білий пішак · b2 білий пішак · e2 білий пішак · f2 білий пішак · g2 білий пішак · h2 білий пішак · a1 біла тура · c1 білий слон · d1 білий ферзь · e1 білий король · f1 білий слон · g1 білий кінь · h1 біла тура | a8 чорна тура · b8 чорний кінь · c8 чорний слон · d8 чорний ферзь · e8 чорний король · h8 чорна тура · a7 чорний пішак · b7 чорний пішак · c7 чорний пішак · d7 чорний пішак · e7 чорний пішак · f7 чорний пішак · g7 чорний слон · h7 чорний пішак · f6 чорний кінь · g6 чорний пішак · c4 білий пішак · d4 білий пішак · c3 білий кінь · a2 білий пішак · b2 білий пішак · e2 білий пішак · f2 білий пішак · g2 білий пішак · h2 білий пішак · a1 біла тура · c1 білий слон · d1 білий ферзь · e1 білий король · f1 білий слон · g1 білий кінь · h1 біла тура | a8 чорна тура · b8 чорний кінь · c8 чорний слон · d8 чорний ферзь · e8 чорний король · h8 чорна тура · a7 чорний пішак · b7 чорний пішак · c7 чорний пішак · d7 чорний пішак · e7 чорний пішак · f7 чорний пішак · g7 чорний слон · h7 чорний пішак · f6 чорний кінь · g6 чорний пішак · c4 білий пішак · d4 білий пішак · c3 білий кінь · a2 білий пішак · b2 білий пішак · e2 білий пішак · f2 білий пішак · g2 білий пішак · h2 білий пішак · a1 біла тура · c1 білий слон · d1 білий ферзь · e1 білий король · f1 білий слон · g1 білий кінь · h1 біла тура | a8 чорна тура · b8 чорний кінь · c8 чорний слон · d8 чорний ферзь · e8 чорний король · h8 чорна тура · a7 чорний пішак · b7 чорний пішак · c7 чорний пішак · d7 чорний пішак · e7 чорний пішак · f7 чорний пішак · g7 чорний слон · h7 чорний пішак · f6 чорний кінь · g6 чорний пішак · c4 білий пішак · d4 білий пішак · c3 білий кінь · a2 білий пішак · b2 білий пішак · e2 білий пішак · f2 білий пішак · g2 білий пішак · h2 білий пішак · a1 біла тура · c1 білий слон · d1 білий ферзь · e1 білий король · f1 білий слон · g1 білий кінь · h1 біла тура | a8 чорна тура · b8 чорний кінь · c8 чорний слон · d8 чорний ферзь · e8 чорний король · h8 чорна тура · a7 чорний пішак · b7 чорний пішак · c7 чорний пішак · d7 чорний пішак · e7 чорний пішак · f7 чорний пішак · g7 чорний слон · h7 чорний пішак · f6 чорний кінь · g6 чорний пішак · c4 білий пішак · d4 білий пішак · c3 білий кінь · a2 білий пішак · b2 білий пішак · e2 білий пішак · f2 білий пішак · g2 білий пішак · h2 білий пішак · a1 біла тура · c1 білий слон · d1 білий ферзь · e1 білий король · f1 білий слон · g1 білий кінь · h1 біла тура | a8 чорна тура · b8 чорний кінь · c8 чорний слон · d8 чорний ферзь · e8 чорний король · h8 чорна тура · a7 чорний пішак · b7 чорний пішак · c7 чорний пішак · d7 чорний пішак · e7 чорний пішак · f7 чорний пішак · g7 чорний слон · h7 чорний пішак · f6 чорний кінь · g6 чорний пішак · c4 білий пішак · d4 білий пішак · c3 білий кінь · a2 білий пішак · b2 білий пішак · e2 білий пішак · f2 білий пішак · g2 білий пішак · h2 білий пішак · a1 біла тура · c1 білий слон · d1 білий ферзь · e1 білий король · f1 білий слон · g1 білий кінь · h1 біла тура | 1 |
|   | a | b | c | d | e | f | g | h |   |

- Ферзь — найсильніша фігура. Пересувається на будь-яку кількість клітин по діагоналі, горизонталі або вертикалі.

- Ферзевий ендшпіль — різновид шахового ендшпілю. Характеризується наявністю окрім королів, лише пішаків та ферзів.

- Ферзевий гамбіт — належить до закритих дебютів. Починається ходами 1. d2—d4 d7—d5 2. c2—c4. Один з найвживаніших сучасних дебютів.

- Фіанкетто — спосіб флангового розвитку слона шляхом просунення коневого пішака на одну клітину вперед, та переведення слона на клітину, що звільнилася. Існує королівське та ферзеве фіанкетто.

- Французький захист — належить до напіввідкритих дебютів. Починається ходами 1. e2—e4 e7—e6 2. d2—d4 d7—d5. Один з найпопулярніших сучасних дебютів.

## Ц
- Цейтнот — термін, що позначає нестачу часу на розмірковування у одного або у обох (обопільний цейтнот) гравців.

- Центр — під центром шахівниці розуміють клітини: e4, d4, e5, d5.

- Центральний дебют — належить до відкритих дебютів. Починається ходами 1. e2—e4 e7—e5 2. d2—d4. У сучасній практиці майже не використовується.

- Цугцванг — безпорадне становище. Позиція у якій будь-який хід призводить до суттєвого погіршення позиції або навіть до програшу партії.

## Ш
- Шах — ситуація у шаховій партії коли король одного з гравців опиняється під ударом фігур або пішаків суперника.

- Шахівниця — ігрове поле квадратної форми, розкреслене на 64 рівних за розміром клітини по 8 з кожного боку, що розфарбовані у білий та чорний кольори.
- Швидкі шахи — різновид шахів, в якому кожен із супротивників має виконати свої ходи за менший часовий проміжок, ніж при класичному контролі часу (60 або 120 хвилин кожному гравцю).

- Шотландська партія — належить до відкритих дебютів. Починається ходами 1. e2—e4 e7—e5 2. Ng1—f3 Nb8—c6 3. d2—d4. Рідко використовується у сучасній практиці.